# Myotis ricketii
 El murciélago ratonero de Rickett (Myotis ricketii) es una especie de murciélago de la familia Vespertilionidae.

## Distribución geográfica
La información sobre la población de la especie es bastante baja, pero ha sido registrada en la República Popular China (en las provincias de Anhui, Beijing, Fujian, Guangdong, Guangxi, Shandong, Shanxi, Yunnan, Zhejiang, Jiangxi y, posiblemente, Hunan y Jiangsu), en la República Democrática Popular Lao (Laos) y en la República Socialista de Vietnam.
Su hábitat son zonas acuíferas grandes, como ríos, lagos o reservas, áreas con abundancia de fauna acuática..

## Características
Todo su pelaje es un gris negruzco a excepción del vientre, el cual es de color gris o gris blanquecino. Los especímenes jóvenes y adultos suelen diferenciarse por su peso, ya que los primeros son más livianos. Un adulto suele pesar entre 20 y 30 g. Mide entre 55 y 61 mm de longitud, con una envergadura alar de 34 cm, cerca de 40 veces más larga que su cuerpo. Es la especie del género Myotis con los pies más largos (una clara adaptación para la captura de peces en vuelo), con una envergadura de 17 a 22 mm.

## Comportamiento y reproducción
Las parejas se juntan en otoño, incluso si ya se encuentran en el período de hibernación. Luego, en primavera, nace una única cría (en algunos casos dos).
En verano, de mayo a junio, se encuentran en las zonas de anidación, que pueden ser en edificios como, por ejemplo, el templo Dule, Tianjin. En invierno comienza la hibernación, la cual se realiza colgándose en grupos en los techos de determinadas cuevas, las cuales pueden ser usadas de igual forma como zonas de reposo y vivienda durante las dos temporadas.

## Alimentación
Los murciélagos ratoneros de Rickett son los únicos murciélagos asiáticos especializados en la caza de peces. Sus víctimas suelen ser estos últimos de tamaño pequeño, como los carpines dorados (Carassius auratus).
Para alimentarse siguen a los peces a través del reflejo de las ondas producidas por sus movimientos. Vuelan rápidamente por la superficie del agua, para luego atraparlos con sus largos pies y posarse y alimentarse. 
También suelen alimentarse de insectos, como coleópteros, lepidópteros o dípteros, por ejemplo. Pero de igual forma su alimento principal son peces, componiendo más del 60% de su dieta.